# Белоусов, Юрий Михайлович
Юрий Михайлович Белоусов (р. 13.04.1954) — учёный и преподаватель в области теоретической физики, д.ф.м.н. (1995), профессор, зав. кафедрой теоретической физики МФТИ. Автор ряда учебников и учебных пособий по теоретической физике для высшей школы. Заслуженный работник высшей школы Российской Федерации (2022).

## Научная биография
Закончил МФТИ в 1976 г.
В 1979 г. защитил дисс. на звание к.ф.м.н. по теме «Теоретические вопросы изучения полупроводников и металлов мюонным методом» (01.04.10). В том же 1979 г. начал преподавать на кафедре теоретической физики МФТИ.
В 1995 г. защитил дисс. на звание д.ф.м.н. по теме «Теоретические проблемы изучения конденсированных сред мюонным методом» (01.04.02)
В настоящее время[уточнить] заведующий данной кафедрой.
Член правления Фонда развития инновационного образования МФТИ
Область научных интересов: физика конденсированного состояния, физика низких температур, спиновые системы, магнитная релаксация, квантовые измерения и квантовая информация, мюонный метод исследования вещества.

## Награды
- Заслуженный работник высшей школы Российской Федерации (17 ноября 2022 года) — за заслуги в научно-педагогической деятельности, подготовке квалифицированных специалистов и многолетнюю добросовестную работу[3]

## Научные труды

### Диссертации
- Белоусов, Юрий Михайлович. Теоретические вопросы изучения полупроводников и металлов мюонным методом : дисс. … канд. физ.-матем. наук : 01.04.10. — Москва, 1979. — 118 с. : ил.
- Белоусов, Юрий Михайлович. Теоретические проблемы изучения конденсированных сред мюонным методом : дисс. … доктора физ.-матем. наук : 01.04.02. — Москва, 1995. — 141 с.